# 1739 год в музыке

## События
- 27 марта — в лейпцигской Николаскирхе Иоганн Себастьян Бах исполнил Brockes-Passion TWV 5: 1.
- Сентябрь — Леопольд Моцарт, отец и учитель В. А. Моцарта, исключён из бенедиктинского Зальцбургского университета за плохую посещаемость.
- 1739—1749 — И. С. Бах переписывает свой пассион St John Passion BWV 245 (BC D 2e) — версия, которую мы знаем сегодня, никогда не исполнялась при жизни композитора.
- 1739—1742 — И. С. Бах начинает переделку некоторых хоральных прелюдий Веймарского периода.

## Классическая музыка
- Иоганн Себастьян Бах — сборник органной музыки Clavier Übung, book 3.
- Георг Фридрих Гендель — оратория «Израиль в Египте» (англ. Israel in Egypt, HWV 54), премьера состоялась в Лондоне.

## Опера
- Доменико Альберти — Olimpiade.
- Леонардо Лео (итал. Leonardo Leo)) — «Переодетая фраскатанка» (итал. La finta frascatana), также известная как «Любовь означает страдание» (итал. Amor vuol sofferenze)).
- Джованни Баттиста Пешетти (итал. Giovanni Battista Pescetti) — Angelica e Medoro.
- Пьетро Пулли (итал. Pietro Pulli) — «Карнавал и безумие» (итал. Il carnevale e la pazzia).
- Жан-Филипп Рамо —
  - Dardanus;
  - «Торжества Гебы, или Лирические таланты» (фр. Les fêtes d'Hébé, ou Les talents lyriques).
- Жозеф-Николя-Панкрас Руайе (итал. Joseph-Nicolas-Pancrace Royer) — «Зайде, королева Гранады» (итал. Zaïde, reine de Grenade).

## Родились
- 12 мая — Ян Крштител Ваньхаль, австрийский композитор чешского происхождения (умер 20 августа 1813).
- 28 августа — Агостино Аккоримбони (итал. Agostino Accorimboni), итальянский оперный композитор (умер 13 августа 1818).
- 7 или 8 сентября — Жозеф Легро (фр. Joseph Legros), французский певец и композитор (умер 20 декабря 1793).
- 24 октября — герцогиня Анна Амалия Брауншвейг-Вольфенбюттельская, немецкая принцесса, композитор-любитель и попечитель людей искусства (умерла 10 апреля 1807).
- 2 ноября — Карл Диттерс фон Диттерсдорф, австрийский композитор и скрипач (умер 24 октября 1799).
- 5 ноября — Хью Монтгомери, 12-й граф Эглинтон (англ. Hugh Montgomerie, 12th Earl of Eglinton), шотландский пэр, политик и композитор (умер 14 декабря 1819).

## Умерли
- 25 апреля — Сантьяго де Мурсия, испанский классический гитарист, музыкальный педагог и композитор (родился 25 июля 1673).
- 9 мая — Карло Игнасио Монца (англ. Carlo Ignazio Monza), итальянский композитор (родился в 1680).
- 27 мая — Иоганн Готфрид Бернхард Бах (нем. Johann Gottfried Bernhard Bach), немецкий органист, сын И. С. Баха (родился 11 мая 1715).
- 24 июля — Бенедетто Марчелло, венецианский композитор, поэт, музыкальный писатель, юрист и государственный деятель, брат композитора Алессандро Марчелло (родился 31 июля 1686).
- 12 сентября — Райнхард Кайзер, немецкий композитор (родился 9 января 1674).
- Дата неизвестна — Антонио Биони (итал. Antonio Bioni), итальянский оперный композитор (родился в 1698).

Вероятно — Жан-Адам Гилен (англ. Jean-Adam Guilain), французский органист и клавесинист немецкого происхождения (родился в 1680).